# Johannes Kragh
Johannes Kragh, född 9 maj 1870 i Bisserup i Slagelse kommun, död 11 januari 1946 i Gentofte, var en dansk målare och skulptör. 
Johannes Kragh utbildade sig både till hantverkare och till konstnär. Han var elev till Jacob Kornerup, Viggo Pedersen och Holger Grønvold 1883-87 och studerade sedan på Det Kongelige Danske Kunstakademi 1887-88 samt hos P.S. Krøyer på Kunstnernes Frie Studieskoler 1888-89. Han blev också målargesäll 1891.
Han var medarbetare till Joakim och Niels Skovgaard 1890-95. Han gjorde ett flertal studieresor, den första 1896–97 Italien och åter 1900 till Rom för studier hos skulptören Victor Ségoffin. Han gjorde också resor till Storbritannien, Frankrike, Ungern och Jugoslavien. 

## Offentliga verk i urval
- Fyra mosaiker på tornet på Palace Hotel i Köpenhamn 1907-10
- Monumentet över Henrik Gerner i Birkerød 1917
- Fresker, glasmålerier, altare i granit och relief i kalksten, Kirkeby kyrka i Svendborgs kommun 1921
- Koret i Østerbølle kyrka 1932
- Koret i Give kyrka 1933